# .li
.li es el dominio de nivel superior geográfico (ccTLD) para Liechtenstein.